# Jan Maciej Kopecki

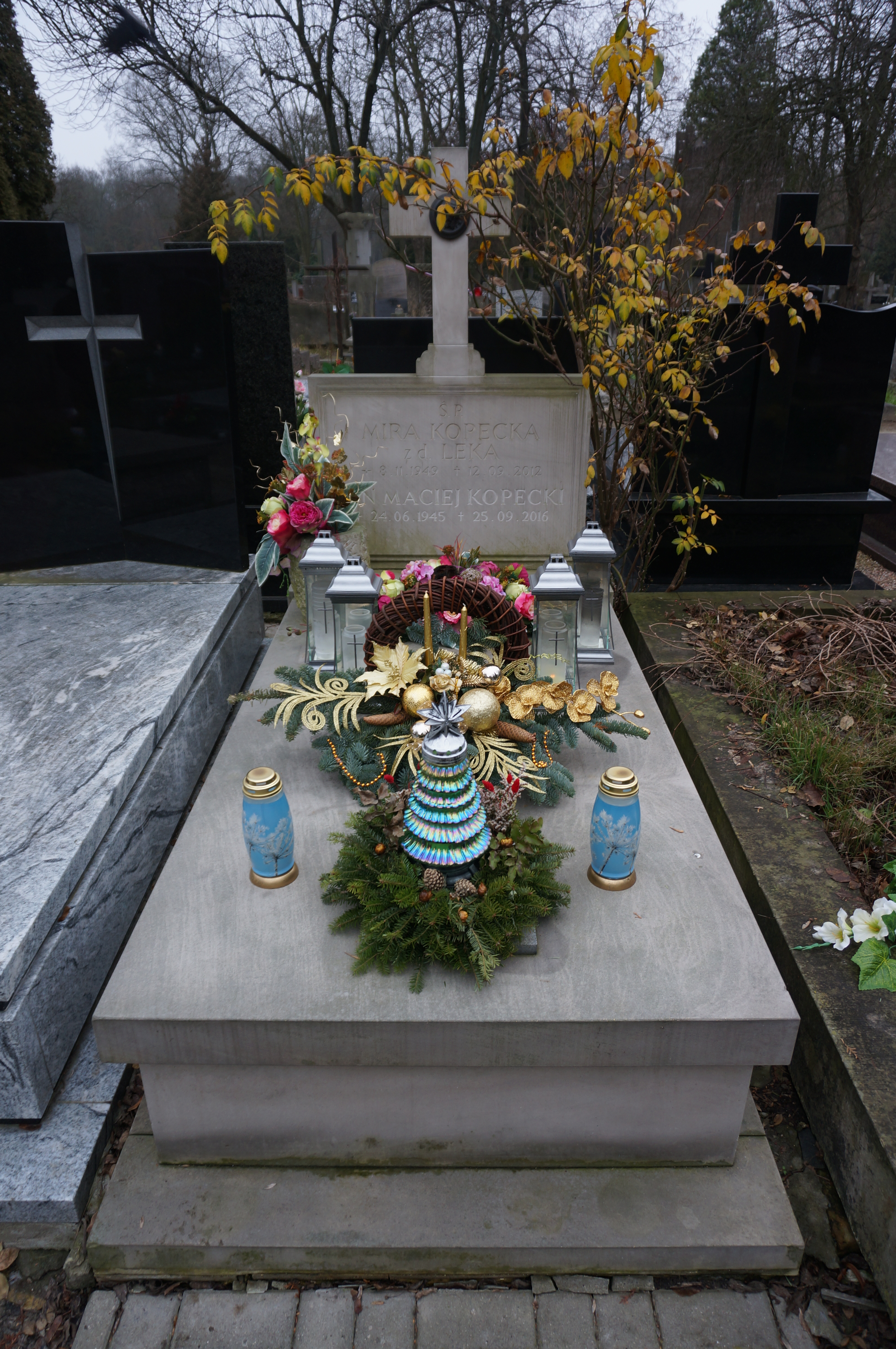
Grób Jana Macieja Kopeckiego na cmentarzu Powązkowskim

Jan Maciej Kopecki (ur. 24 czerwca 1945 w Ostrowie Wielkopolskim, zm. 25 września 2016 w Warszawie) – polski grafik i rytownik, projektant dokumentów, znaczków pocztowych i banknotów, autor rycin, miedziorytów i stalorytów.

## Życiorys
Urodził się 24 czerwca 1945 w Ostrowie Wielkopolskim. Był najstarszym dzieckiem w rodzinie. Miał dwóch braci i dwie siostry. Po ukończeniu Szkoły Podstawowej im. Ewarysta Estkowskiego w Ostrowie uczęszczał do Technikum Leśnego w Mojej Woli. Po zdaniu matury uczył się w Studium Nauczycielskim w Kaliszu, gdzie uczestniczył w zajęciach prowadzonych przez prof. Andrzeja Niekrasza. W 1968 rozpoczął studia na Wydziale Sztuk Pięknych Uniwersytetu Mikołaja Kopernika w Toruniu. Po studiach w 1973 przeniósł się do Warszawy i został zatrudniony przez Polską Wytwórnię Papierów Wartościowych (PWPW). Od 1992 kierował Pracownią Projektów i Form Oryginałowych, zaś w 1998 został naczelnym grafikiem PWPW. Oprócz wzorów dokumentów, banknotów i znaczków, tworzył grafiki, ryciny i ekslibrisy. Posługiwał się klasycznymi metodami, m.in. miedziorytu czy wymagającą techniką stalorytu. Na emeryturę przeszedł w 2014.
8 września 1974 zawarł związek małżeński z Mirosławą. Miał z nią trzy córki: Justynę – graficzkę, Martę i Marię. Na znaczku (nr kat. 3374)  z podobizną króla Władysława Łokietka z 1995 umieścił ukryte wyznanie: Mira – Moja Miłość.
Zmarł 25 września 2016 w Warszawie. Jest pochowany na cmentarzu Powązkowskim (kwatera f-2-24).

## Wybrane prace

### Banknoty, dokumenty, ilustracje
- Ryty portretów do serii banknotów „Wielcy Polacy” (Józef Bem, Ignacy Jan Paderewski, Stanisław Wyspiański, Stanisław Staszic, Mieszko I, Bolesław Chrobry)[1]
- Wzór paszportu biometrycznego z „Historią podróżowania na przestrzeni wieków”
- Projekty banknotów kolekcjonerskich NBP: 10 złotych z Józefem Piłsudskim, z okazji 90. rocznicy odzyskania niepodległości (2008)[6] oraz 20 złotych z okazji 200. rocznicy urodzin Juliusza Słowackiego (2009)[7]
- Ryt portretu Jana Pawła II do banknotu kolekcjonerskiego „Jan Paweł II” (2006)
- Wzór prawa jazdy
- Akwarele do haseł o tematyce hipologicznej do Encyklopedii PWN[8]

### Znaczki pocztowe
- Ryty serii znaczków Poczet królów i książąt polskich na podstawie obrazów Jana Matejki (Władysław I Herman, Bolesław Chrobry, Mieszko II Lambert[9], Władysław II Wygnaniec[10][11], Rycheza Lotaryńska, Konrad I Mazowiecki[12], Władysław Łokietek, Kazimierz Wielki[13])
- Ryt znaczka z okazji 150-lecia Warszawskiej Straży Pożarnej
- Ryt znaczka Głowa mężczyzny z serii Głowy wawelskie
- Ryt znaczka z serii Polski drzeworyt ludowy XVI w.
- Ryt znaczka Maciej Rataj 1884-1940
- Ryt znaczków Orzeł Piastowski z grobowca Henryka IV • XIV wiek i Pieczęć Bolesława Księcia Legnickiego • XIV wiek z serii Piastowie ślascy (1975)
- Ryt bloku Montreal
- Ryt portretu Zygmunta II Augusta z bloku 450 lat Poczty Polskiej
- Ryt bloku Kraków
- Ryt znaczka wyemitowanego z okazji 150. rocznicy urodzin Josepha Conrada[14]
- Ryt bloku z okazji 900-lecia Kroniki Galla Anonima[15] (ostatni grawerowany rylcem znaczek w Polsce[4])

## Wybrane wystawy
- Wystawa indywidualna, BWA, Słupsk, 1974
- Poplenerowa wystawa zbiorowa, Janów Podlaski, 1976
- Wystawa indywidualna, Ostrów Wielkopolski, 1983
- Wystawa ekslibrisu, Wrocław, 1983
- Pokonkursowa wystawa ekslibrisu, Pescara, Włochy, 1988
- Biennale ekslibrisu, Malbork, 1992 i 1994
- Dom Aukcyjny Christie’s, Londyn, Wielka Brytania,  1993
- Światowy Kongres Ekslibrisu, Mediolan, Włochy, 1994
- Triennale grafiki, Kraków, 1997
- Biennale małych form graficznych i ekslibrisu, Ostrów Wielkopolski, 1997
- Wystawa indywidualna, Towarzystwo Przyjaciół Sztuk Pięknych, Warszawa, 1997
- Wystawa indywidualna, Muzeum Literatury, Warszawa, 2011
- „Jan Maciej Kopecki • Ołówkiem i rylcem” – wystawa indywidualna, Muzeum Poczty i Telekomunikacji, Wrocław, 2012

## Odznaczenia
- Złoty Medal za Długoletnią Służbę, 6 czerwca 2011[16]
- Medal Republiki Ostrowskiej, 10 listopada 2013[17]